# Эрнандес, Хосе Рафаэль
Хосе Рафаэль Эрнандес (исп. José Rafael Hernández; 26 июня 1997, Каракас, Венесуэла) — венесуэльский футболист, игрок клуба «Атлетико Венесуэла».

## Карьера

### Клубная
Хосе начал футбольную карьеру в клубе «Каракас», за основной состав которого он дебютировал 23 февраля 2014 года во встрече с «Депортиво Ла-Гуайра». В сезоне 2016 защитник провёл 10 матчей чемпионата Венесуэлы.
13 декабря 2017 года было объявлено о переходе Эрнандеса в клуб MLS «Атланта Юнайтед». Проведя первую половину 2018 года в фарм-клубе «Атланта Юнайтед 2» в USL, за первую команду «Атланты Юнайтед» в MLS он дебютировал 22 сентября 2018 года в матче против «Реал Солт-Лейк», выйдя на замену во втором тайме вместо Джорджа Белло. В 2019 году был вновь отправлен в «Атланту Юнайтед 2». По окончании сезона 2019 «Атланта Юнайтед» не продлила контракт с Эрнандесом.
8 января 2020 года Эрнандес подписал двухлетний контракт с клубом «Атлетико Венесуэла».

### В сборной
Весной 2013 года Хосе в составе юношеской сборной (до 17 лет) занял второе место на чемпионате Южной Америки, что позволило его команде принять участие в Чемпионате мира в ОАЭ. На мировом первенстве Эрнандес сыграл в 2 матчах, сборная Венесуэлы потерпела три поражения и заняла последнее место в группе.
В 2017 году Эрнандес принял участие в молодёжном чемпионате Южной Америки. Защитник провёл на турнире четыре матча своей команды, получившей право выступить на молодёжном чемпионате мира.
В июле 2018 года в составе сборной до 21 года Эрнандес стал серебряным призёром Игр Центральной Америки и Карибского бассейна.